# 續座頭市物語
『續座頭市物語』（続・座頭市物語）為1962年上映的時代劇，原作為子母澤寬的同名作品，是大映製作「座頭市系列」的第二部。
勝新太郎的兄長若山富三郎因為受邀參與此片的演出，於是若山退出東映，轉加入大映公司，讓兄弟倆可以共同演出，藝名也改成「城健三朗」。

## 演員表
- 座頭市：勝新太郎
- 渚與四郎：城健三朗
- 阿種：萬里昌代
- 阿節：水谷良重
- 鏡之三藏：中村豊
- 關之勘兵衛：澤村宗之助
- 飯岡助五郎：柳永二郎
- 民五郎：杉山昌三九
- 吉田甲斐：嵐三右衛門
- 彌平：山路義人
- 黑田越前守：春本富士夫
- 勘造：水原浩一
- 森助：伊達三郎
- 白石左門：南條新太郎
- 柏屋五右衛門：南部彰三
- 金兵衛：淺尾奥山

## 製作人員
- 企劃：久保寺生郎
- 導演：森一生
- 原作：子母澤寬
- 編劇：犬塚稔
- 攝影：本多省三
- 美術：太田誠一
- 照明：伊藤貞一
- 錄音：林土太郎
- 音樂：齋藤一郎
- 剪輯：谷口孝司
- 副導演：井上昭
- 製作主任：大管實

## 外部連結
- 續座頭市物語 - Wikipedia （页面存档备份，存于）（日語）